# Oxythrips bicolor
Oxythrips bicolor är en insektsart som först beskrevs av O. M. Reuter 1879.  Oxythrips bicolor ingår i släktet Oxythrips, och familjen smaltripsar. Arten är reproducerande i Sverige.